# Boeing-Vertol CH-47
Der Boeing CH-47 Chinook ist ein zweimotoriger Transporthubschrauber (englisch für cargo helicopter, CH) mit Tandem-Rotoranordnung. Die gegenläufigen Rotoren machen einen vertikalen Rotor am Heck unnötig, so dass die gesamte Triebwerksleistung zum Erzeugen von Auftrieb und Vortrieb genutzt werden kann. Zu den hauptsächlich geflogenen Einsätzen gehört der Transport von Soldaten, Fahrzeugen, Geschützen und anderem Material. Der Chinook wurde an 20 Staaten verkauft, darunter an sieben NATO-Staaten (Großbritannien, Deutschland, Griechenland, Kanada, Italien, Spanien und die Niederlande). Das US-Heer und die japanischen Luftselbstverteidigungsstreitkräfte haben die größten CH-47-Bestände. Weitere Kunden sind unter anderem Ägypten und Thailand.
Der CH-47 Chinook wird der neue schwere Transporthubschrauber der Luftwaffe. Dafür wird der Fliegerhorst Holzdorf ausgebaut.

## Geschichte

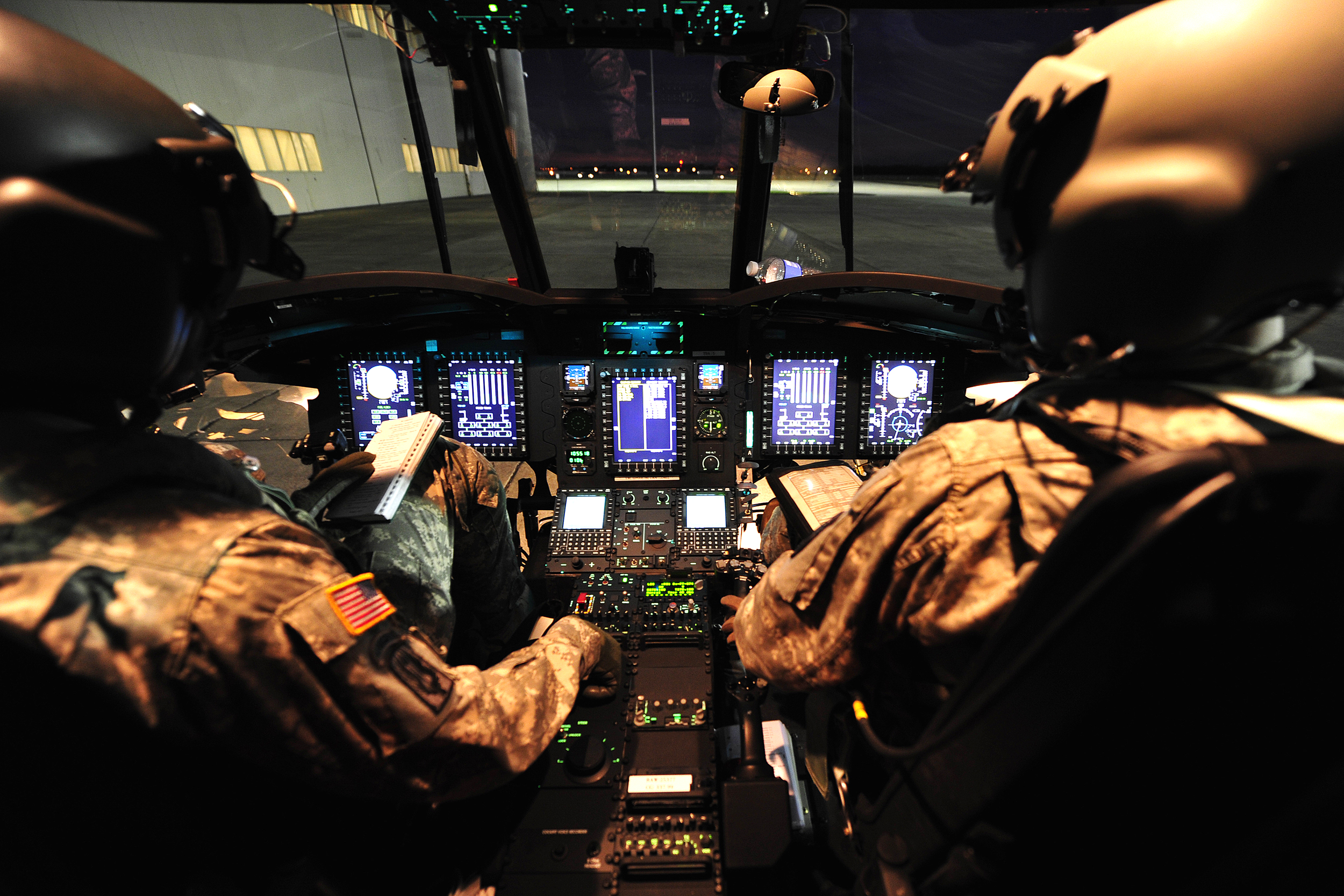
Cockpit einer CH-47 der Georgia Army National Guard (USA)

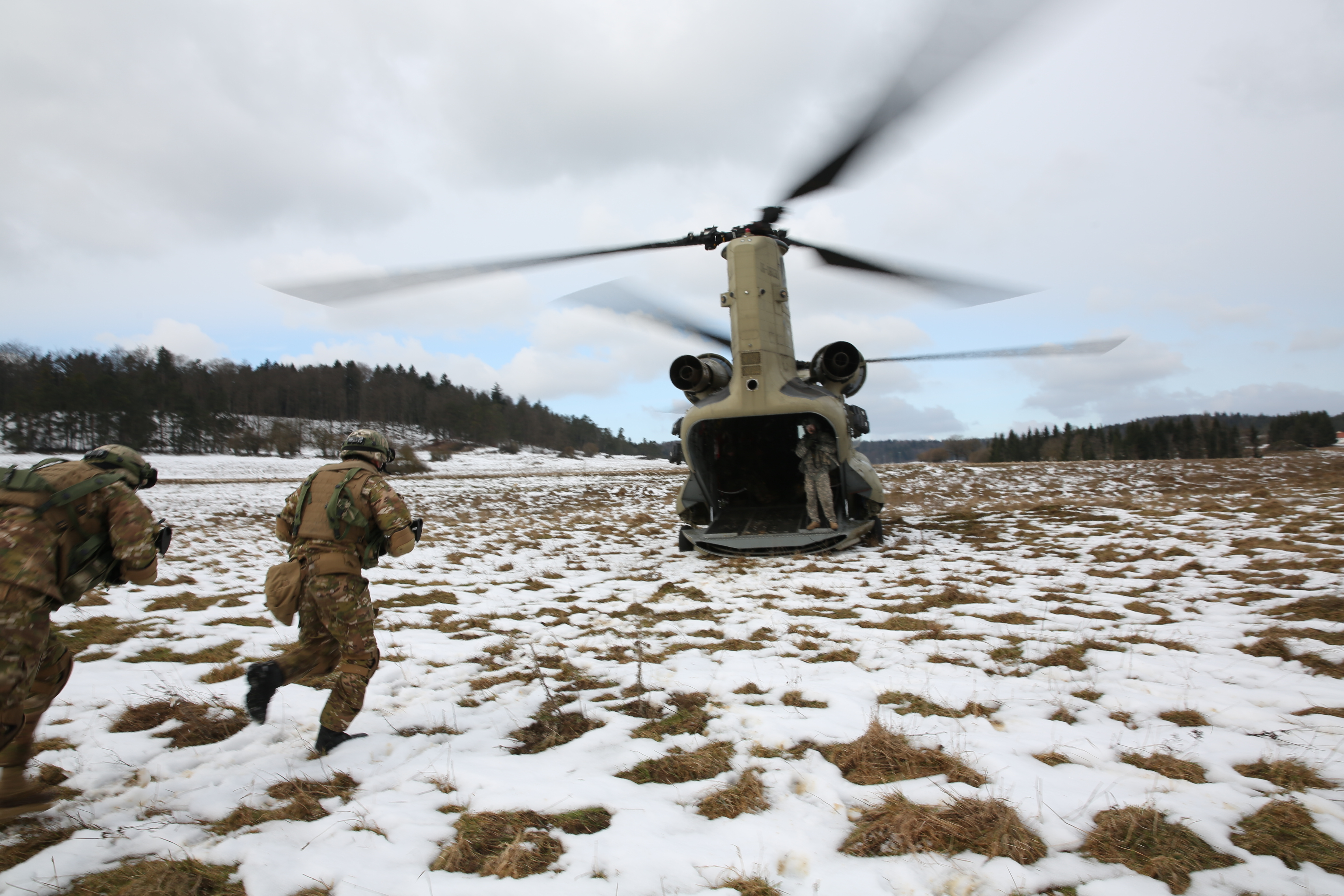
Offene Laderampe eines CH-47

Bei Doppelrotor-Hubschraubern müssen die weitgehend waagrecht drehenden Rotoren unterschiedlich hoch montiert werden, um eine Kollision der Blätter zu verhindern. Beim Piasecki H-21 der 1950er Jahre wurde dies durch eine gewinkelte Bauweise erreicht, was zu den Spitznamen „fliegende Banane“ und „Bananen-Hubschrauber“ führte, insbesondere wenn der H-21 mit deutlicher Schieflage am Boden stand. Bei dem von der Vertol Aircraft Corporation als Model 107 entwickelten Boeing-Vertol 107 wurde eine abgestufte Bauweise gewählt, mit horizontalem Rumpf. Dieser Hubschrauber gewann im September 1958 eine Ausschreibung der US-Streitkräfte; er ging als „CH-46 Sea Knight“ für das US Marine Corps in Serie. Die US Army interessierte sich für einen dem CH-46 ähnlichen, aber größeren taktischen Transporthubschrauber. Daraufhin wurde der CH-47 entwickelt und ging in Serie.
Der Name bezieht sich auf die Chinook, ein Volk aus dem pazifischen Nordwesten der USA.

## Versionen

### ACH-47A
Die ACH-47A war zunächst als Armed/Armored CH-47A (oder A/ACH-47A) bekannt. Bei der US Army, bei der sie im Dienst stand, wurde sie als ACH-47A bezeichnet: US Army – Attack Cargo Helicopter. Eine inoffizielle Bezeichnung war „Guns A Go-Go“. Vier CH-47A-Hubschrauber wurden Ende 1965 von Boeing Vertol in solche Kampfhubschrauber umgebaut. Drei wurden dem 53rd Aviation Detachment in Südvietnam unterstellt, wo sie erprobt wurden; der vierte blieb für Waffentests in den USA. 1966 wurde das 53rd Aviation Detachment in 1st Aviation Detachment (Provisional) umbenannt und dem 228th Assault Support Helicopter Battalion des 1st Cavalry Division (Airmobile) unterstellt. 1968 war nur noch eine der vier ACH-47A einsatzfähig und logistische und ökonomische Überlegungen sprachen gegen die Modifizierung weiterer CH-47A in ACH-47A. Es ist bekannt, dass sich 1970 noch ein „Guns A Go-Go“ in Vietnam befand: die „Easy Money“ stand dort weitgehend abgewrackt in Phu Loi.
Die ACH-47A war unter anderem mit fünf 7,62-mm-Maschinengewehren M60D oder fünf Maschinengewehren M2HB im Kaliber .50 bewaffnet. Zwei 20-mm-Maschinenkanonen M24A1, zwei 19-fach-2,75″-Raketenwerfer XM159B/XM159C oder alternativ zwei 7,62-mm-Maschinengewehre M18/M18A1 an Außenstationen und ein 40-mm-Granatwerfer M75 des XM5/M5-Waffensystems (bekannter als Bewaffnung von Bell UH-1-Helikoptern) vervollständigten das Arsenal dieser Waffenplattform. Auch zwei XM159B/XM159-Raketenstartbehälter mit je 19 ungelenkten 70-mm-FFAR-Raketen konnten montiert werden.
Verbleib der vier Exemplare:
Die „Stump Jumper“ wurde am 5. August 1966 zerstört, als sie auf der Landebahn mit einer anderen CH-47 zusammenstieß.
Die „Cost of Living“ wurde im Mai 1967 während eines Angriffs zerstört, als die 20-mm-Kanone wegen eines gebrochenen Sicherungsrings in den vorderen Rotor feuerte. Alle Besatzungsmitglieder starben.
Die „Birth Control“ wurde während des Gefechtes um Huế schwer getroffen und musste außerhalb der Zitadelle in einem Reisfeld niedergehen. „Easy Money“ unterstützte den abgestürzten Hubschrauber mit Deckungsfeuer, übernahm dessen Crew und konnte mit dem zusätzlichen Gewicht der 8 Besatzungsmitglieder knapp entkommen. Vietcong-Soldaten zerstörten die „Birth Control“ durch Mörserbeschuss.
Das Einsatzkonzept für die ACH-47 sah vor, dass sich zwei Hubschrauber jeweils gegenseitig unterstützen; die allein verbliebene CH-47 wurde danach nicht mehr eingesetzt. Die „Easy Money“ stand auf einem Schrottplatz in den USA. 1997 wurde ihr Name unter Lackschichten entdeckt; sie wurde restauriert und ist heute im Redstone Arsenal in Huntsville (Alabama) ausgestellt.

### CH-47A
Die Boeing Vertol Modell 114 (Boeing hatte inzwischen Vertol übernommen), damals als YHC-1B/YCH-47A bezeichnet (siehe Bezeichnungssystem für Luftfahrzeuge der US Army von 1956 bis 1962), absolvierte mit dem Piloten Leonard La Vassar ihren ersten Schwebeflug am 21. September 1961 in Ridley Park bei Philadelphia. Im August 1962 folgte die erste Lieferung der noch als HC-1B bezeichneten Maschinen an die Army, die sie nach einem umfangreichen Erprobungsprogramm in der 11th Air Assault Division in Fort Benning in Dienst stellten. Erstmals unter Kampfbedingungen eingesetzt wurde die allwetterfähige CH-47A Chinook 1966 in Vietnam. Die CH-47A wurde entweder von Wellenturbinen des Typs Lycoming T55-L-5 mit je 1640 kW oder T55-L-7 mit je 1980 kW Leistung angetrieben, beide von AlliedSignal Engines. Die erste Version CH-47A wurde in 439 Exemplaren gebaut.

### CH-47B
Die CH-47B wurde von zwei leistungsgesteigerten T55-L-7C-Turbinen mit je 2130 kW angetrieben. Die CH-47B besaß einen abgestumpften Pylon für den hinteren Rotor, überarbeitete Rotorblätter und einen aerodynamisch leicht optimierten Rumpf. Von dieser Ausführung wurden ab Mai 1967 108 Exemplare ausgeliefert. Die CH-47B wurde zum Standard-Truppentransporter der 1. US-Kavalleriedivision in Vietnam. Die Chinook konnte mit zwei türmontierten und einem auf der Heckrampe montierten M60D-Maschinengewehren des NATO-Kalibers 7,62 mm ausgerüstet werden. Einige CH47 wurden versuchsweise mit ungelenkten Raketen bewaffnet, andere als „Bomber“ konfiguriert, die über ihre Heckrampe Fässer mit Tränengas oder Napalm auf Bunkerkomplexe des Vietcong werfen konnten. Alle CH-47 konnten mit Seilwinde und Frachthaken ausgestattet werden. Besonders wertvoll wurden sie für die Bergung abgestürzter Flugzeuge.

### CH-47C
Die CH-47C (Modell 234) erhielten verstärkte Getriebe, die neuen AlliedSignal-Turbinen vom Typ T55-L-11C mit je 2800 kW sowie GFK-Rotorblätter und hatten durch ihre erhöhte Tankkapazität eine größere Reichweite. Die CH-47C konnte zwischen 33 und 44 Soldaten oder 24 Krankentragen und zwei Sanitäter transportieren. Der Erstflug fand am 14. Oktober 1967 statt. Wie die Vorgängerversionen kam auch die CH-47C in Vietnam zum Einsatz. Es wurden 281 Maschinen (einschließlich Agusta-Lizenzbauten) gebaut.

### CH-47D

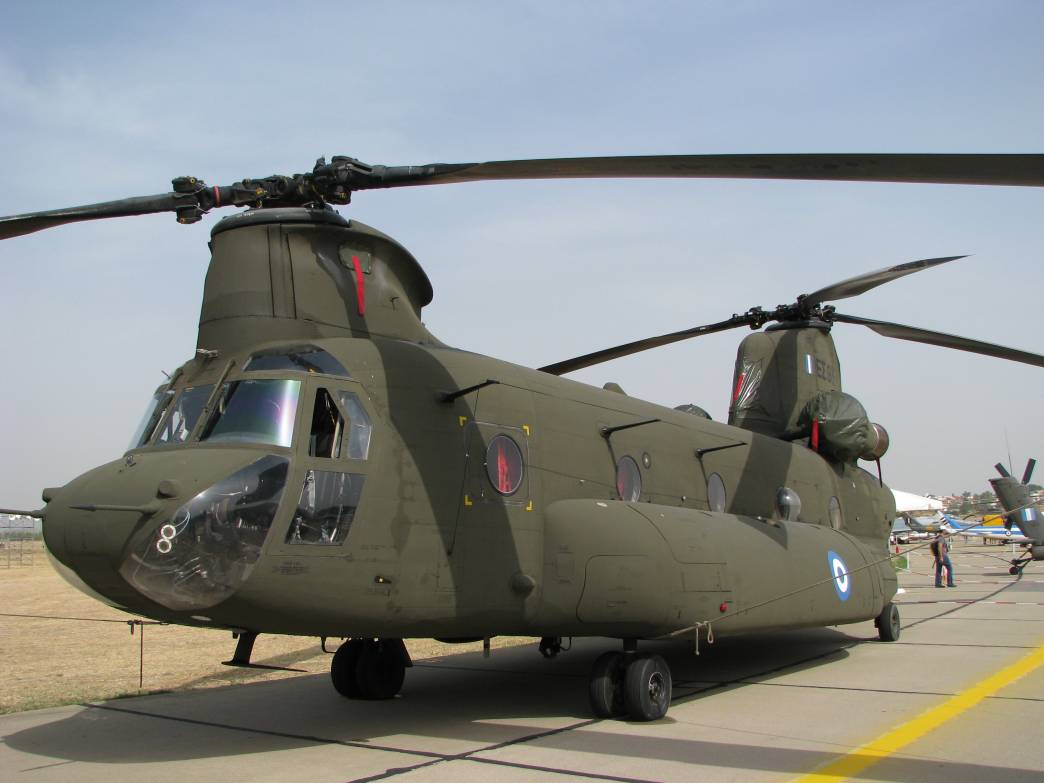
Eine CH-47D der griechischen Armee

Die CH-47D startete am 11. Mai 1979 zu ihrem Erstflug. Sie war mit verbesserten Rotorblättern und neuen Triebwerken ausgerüstet und wurde ursprünglich von zwei T55-GA-712-Turbinen angetrieben. Die meisten Hubschrauber der D-Version besitzen jedoch inzwischen das Triebwerk T55-GA-714. Mit ihrem Drei-Haken-System kann die CH-47D bis zu 10.500 kg schwere Lasten wie Planierraupen und ISO-Container heben und mit Geschwindigkeiten von mehr als 250 km/h transportieren. Die Nutzlast ist etwa zwei Tonnen höher als bei der weitverbreiteten CH-53. Bei luftgestützten Angriffsmissionen bringt sie häufig eine 155-mm-Haubitze M198 mit 30 Schuss Munition und elf Mann Besatzung in ihr Einsatzgebiet. Wie die meisten Hubschrauber des US-Heeres ist die Chinook heute mit moderner Avionik und Elektronik ausgestattet.
Die CH-47D war ein wichtiger Bestandteil der Operation Enduring Freedom in Afghanistan und des Irakkrieges. Im Rahmen von Luftangriffsmissionen brachte sie große Mengen von Truppen in vorgeschobene Positionen und versorgte sie mit Feldrationen, Wasser und Munition. Besonders bewährte sie sich im gebirgigen Gelände Afghanistans, wo starke Erhebungen und Temperaturen den Einsatz von anderen Hubschraubern wie der UH-60 Blackhawk einschränkten. In Kampfsituationen werden CH-47 typischerweise von Kampfhubschraubern wie der AH-64 Apache eskortiert.
Insgesamt wurden 635 Maschinen auf diesen Stand gebracht, davon etwa 100 neu gebaut. Die Bezeichnung GCH-47D erhielt ein Wartungstrainer für die US Army in Fort Eustis, als JCH-47D werden Testhubschrauber dieses Typs bezeichnet. HH-47D ist die lokale Bezeichnung von sechs in Südkorea betriebenen Maschinen.

### CH-47SD
Als CH-47SD Super D werden die Exportversionen der CH-47D für Singapur und Thailand bezeichnet. Der Erstflug dieser Variante erfolgte am 25. August 1999.

### CH-47J
Als CH-47J werden in Japan von Kawasaki in Lizenz gebaute CH-47D bezeichnet. Die Version CH-47JA besitzt vergrößerte Tanks.

### CH-47F

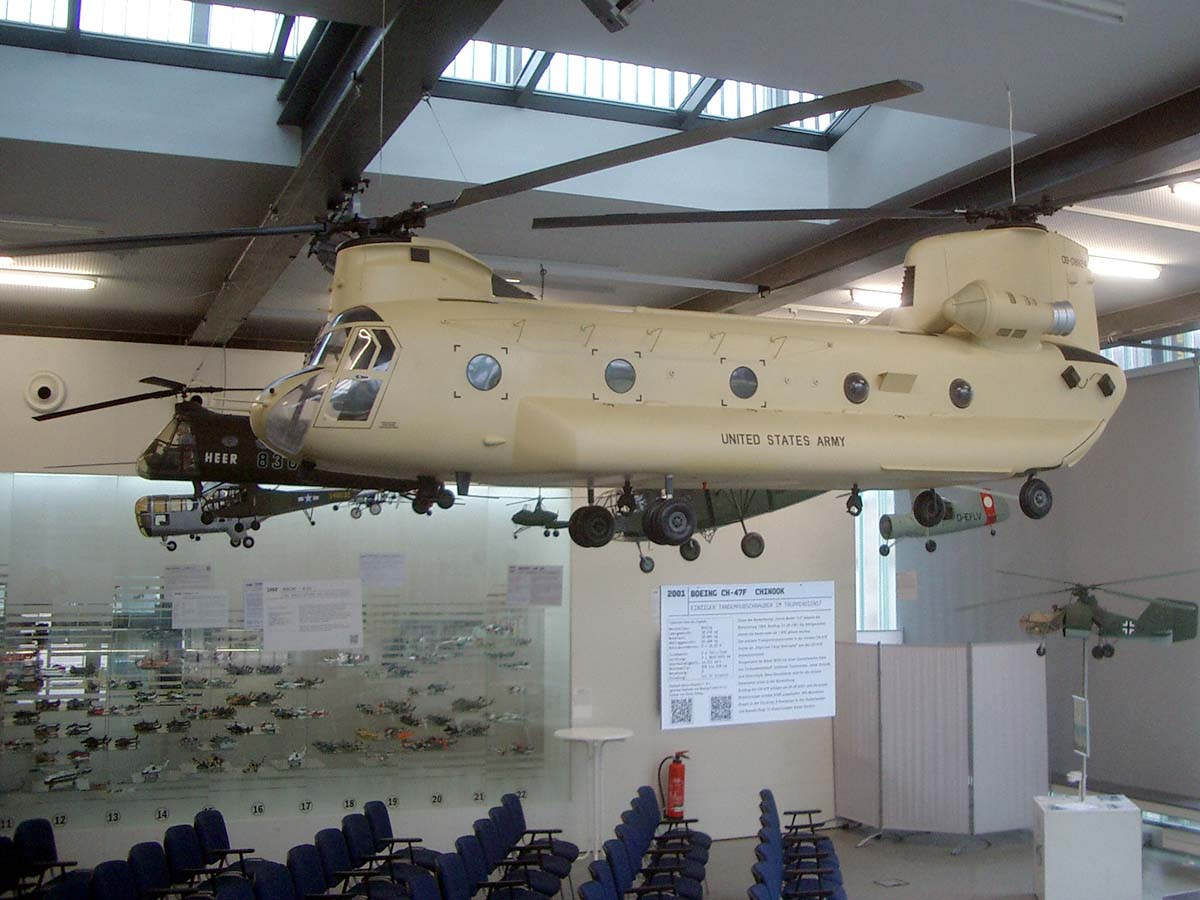
Modell der CH-47F im Maßstab 1:9,3 im Hubschraubermuseum Bückeburg

Die CH-47F (Improved Cargo Helicopter) ist eine mit überarbeiteter Zelle, stärkeren Triebwerken und moderner Avionik ausgerüstete Variante. Dies umfasst die Vereinfachung der Rumpfstruktur durch weniger Bauteile und eine Reduktion der Schwingungen. Eine Hauptkomponente sind die beiden auf 3630 kW gesteigerten Honeywell-T55-GA-714A-Triebwerke mit FADEC. Dies lässt die Reichweite auf 609 km steigen. Das neue Glascockpit verfügt über das CAAS-System von Rockwell Collins mit fünf gleichen Flüssigkristall-Bildschirmen, Moving Map und Datenmodem für den Link zu alliierten Luftfahrzeugen und Bodeneinheiten. Die Cockpit-Besatzung kann in dem neuen Cockpit Restlichtverstärker-Brillen nutzen. Weiter sind ein neues IFF und digitale Funkgeräte verbaut worden. Zur Orientierung ist ein Tiefflugradar AN/APQ-174A und ein Raytheon-AN/AAQ-16-FLIR-Turm (Wärmebildkamera) eingebaut. Zum Selbstschutz verfügt die CH-47F über vier M-130-Täuschkörper-Werfer hinter den Triebwerken. Dies in Verbindung mit AAR-54-Raketenanflugs-Warnsensoren, Northrop Grumman ALQ-162 Shadowbox (CW-Radar-Jammer) und ITT ALQ-136(V)-Störgeräten sowie Raytheon-APR-39A-Radarwarnern.
Der Erstflug erfolgte am 25. Juni 2001 und die ersten Maschinen wurden ab 2006 ausgeliefert. Im September 2007 wurde die modernisierte CH-47F von der US-Armee offiziell für einsatzbereit erklärt und mit der Lieferung an die ersten Einsatzverbände begonnen. Es handelt sich dabei um 202 neu gebaute und um 262 umgerüstete CH-47D, insgesamt 464 Hubschrauber für die US Army. (Stand Januar 2013 sind 440 bestellt bzw. im Bestellprozess)
Eine modernisierte Block-II-Version mit unter anderem neuen Rotorblättern ist in Entwicklung. Deutschland beschloss im Jahr 2023, hiervon 60 Stück zu beschaffen. Die Lieferung ist ab 2027 geplant.

### CH-47F(NL)
Die Koninklijke Luchtmacht hat sechs Hubschrauber der als CH-47F(NL) bezeichneten Variante als Ergänzung ihrer elf CH-47D bestellt. Am 8. Dezember 2010 hatte die erste CH-47F(NL) ihren Erstflug. Diese Exemplare werden auf den Stand der später gelieferten 14 niederländischen (Standard-) CH-47F umgerüstet.

### CH-147F
Mit dem anhaltenden Engagement in Afghanistan bestellte die kanadische Regierung für die Royal Canadian Air Force 15 neue Hubschrauber des Typs unter der Bezeichnung „CH-147F“ bei Boeing. Die bestehenden sechs CH47D sollen auf denselben Stand aufgerüstet werden, um insgesamt über 21 Maschinen zu verfügen. Der letzte Hubschrauber des neuen Typs wurde 2014 ausgeliefert. Die volle Einsatzbereitschaft war 2018 erreicht.

### Chinook HC.1
Bei der Royal Air Force (RAF) flog die Chinook HC.1 seit Anfang der 1980er-Jahre zunächst als eine Hybridversion der CH-47C und D und war bei Indienststellung die modernste Chinook-Version überhaupt, bevor etwas später die CH-47D bei der US Army in Dienst gestellt wurde. Insgesamt wurden 38 Exemplare beschafft. Eine Staffel, die 18. Staffel, gehörte zwischen 1983 und 1997 zur RAF Germany. Nach der Umrüstung auf Composite-Rotorbätter wurden sie als Chinook HC.1B bezeichnet.

### Chinook HC.2

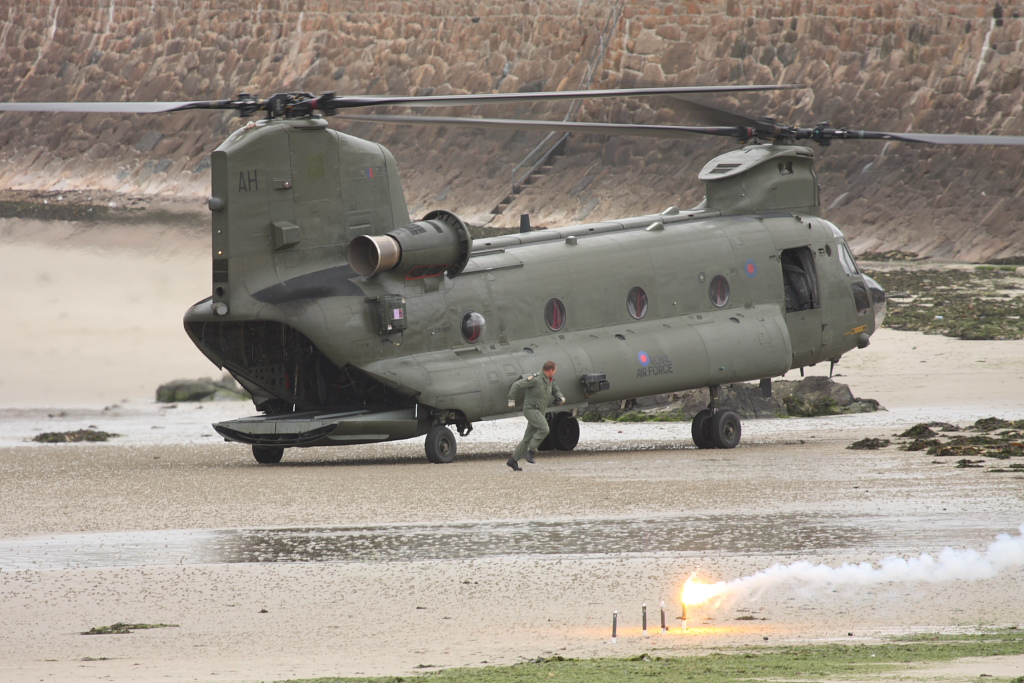
Eine Chinook HC.2 der Royal Air Force

Die Chinook HC.2 wurden aus den verbliebenen HC.1 bei Boeing umgerüstet und liefen ab 1993 wieder zurück, hinzu kamen 1995 drei Neubauten. Im gleichen Jahr wurden sechs Chinook HC.2A bestellt, die gegenüber der HC.2 eine verstärkte Rumpfnase zur Einrüstung einer Betankungssonde erhielten. Bei der RAF flog die CH-47D als Chinook HC.2 und Chinook HC.2A bei der 7., 18. und 27. Staffel. Die letzte HC.2 verließ die Basis RAF Odiham zur abermaligen Modernisierung 2014 (siehe unten).

### Chinook HC.3
Die Royal Air Force bestellte 1995 acht Chinook HC.3 für Einsätze von Special Forces, ebenfalls mit vergrößerten Tanks. Mit Gesamtkosten von 259 Millionen britischen Pfund sollten diese Hubschrauber eine günstige Alternative zur MH-47G (siehe unten) werden. Dies stellte sich allerdings als Fehlkalkulation heraus. Die Helikopter sollten 1998 in Dienst gehen, bis 2008 waren sie jedoch aufgrund technischer Probleme noch immer nur für Trainingsflüge zugelassen und wurden anschließend auf den Status der CH-47D umgerüstet, um sie überhaupt einsetzen zu können. Sie behielten aber die Bezeichnung HC.3. Zwischenzeitlich (2008) hatte die Anschaffung der Hubschrauber bereits 422 Millionen Pfund gekostet, 163 Millionen mehr als ursprünglich geplant.

### Chinook HC.4
Alle verbliebenen Chinook HC.2 und 2A der RAF erhielten ab 2011 im Rahmen des Projekts „Julius“ ein Glascockpit und wurden nach der Umrüstung als Chinook HC.4 bzw. Chinook HC.4A bezeichnet, insgesamt wurden 38 HC.2/HC.2A zur HC.4 umgebaut.

### Chinook HC.5
Die Chinook HC.3 wurden analog den übrigen älteren RAF-Exemplaren nach Abschluss der HC.4 Umrüstungen ebenfalls mit einem Glascockpit ausgerüstet und anschließend als Chinook HC.5 bezeichnet, der Zulauf begann im März 2017. Acht umgebaute HC.3 

### Chinook HC.6
Für die RAF orderte die letzte britische Labour-Regierung 24 Maschinen als Ersatz für die Abgabe der Merlin an die Royal Navy. Die als Chinook HC.6 bezeichnete Variante der CH-47F mit dem prinzipiell baugleichen Glascockpit der älteren Baureihen (Änderungen betreffen die Bedienelemente der neuen Systeme wie dem Auto-Hover) sollte zwischen 2012 und 2013 ausgeliefert werden. Die Planungen der seit 2010 amtierenden Koalitionsregierung sehen jedoch vor, zwischen 2013 und 2016 zunächst nur eine erste Tranche von 14 Exemplaren inklusive zwei Ersatzmaschinen für Verluste in Afghanistan zu übernehmen, der Rest sollte ggf. erst später folgen. Der Erstflug fand am 15. März 2013 statt und die Auslieferungen der 14 Exemplare erfolgten zwischen dem 19. Dezember 2013 und dem 10. Dezember 2015.
Die 38 Chinook HC.4 erhielten zwischen 2017 und 2021 anstelle der analogen eine digitale Flugsteuerung und werden seither als Chinook HC.6A bezeichnet.

### HH-47
Die HH-47 wurde am 9. November 2006 von der US Air Force als Sieger der Ausschreibung für den neuen Kampfzonenrettungshubschrauber (Combat Search and Rescue (CSAR-X)) vorgestellt. Der Auftrag umfasst vier Testmaschinen sowie 141 Serienmaschinen, die ab 2012 in den Dienst genommen werden sollen. Das Gesamtprogramm hat einen Wert von rund 10 Milliarden US-Dollar.

### ICH-47F
Eine bei AgustaWestland in Italien produzierte Variante der CH-47F-Chinook. Ihr Erstflug fand am 24. Juni 2013 statt und die erste Auslieferung am 2. Oktober 2014.

### MH-47E

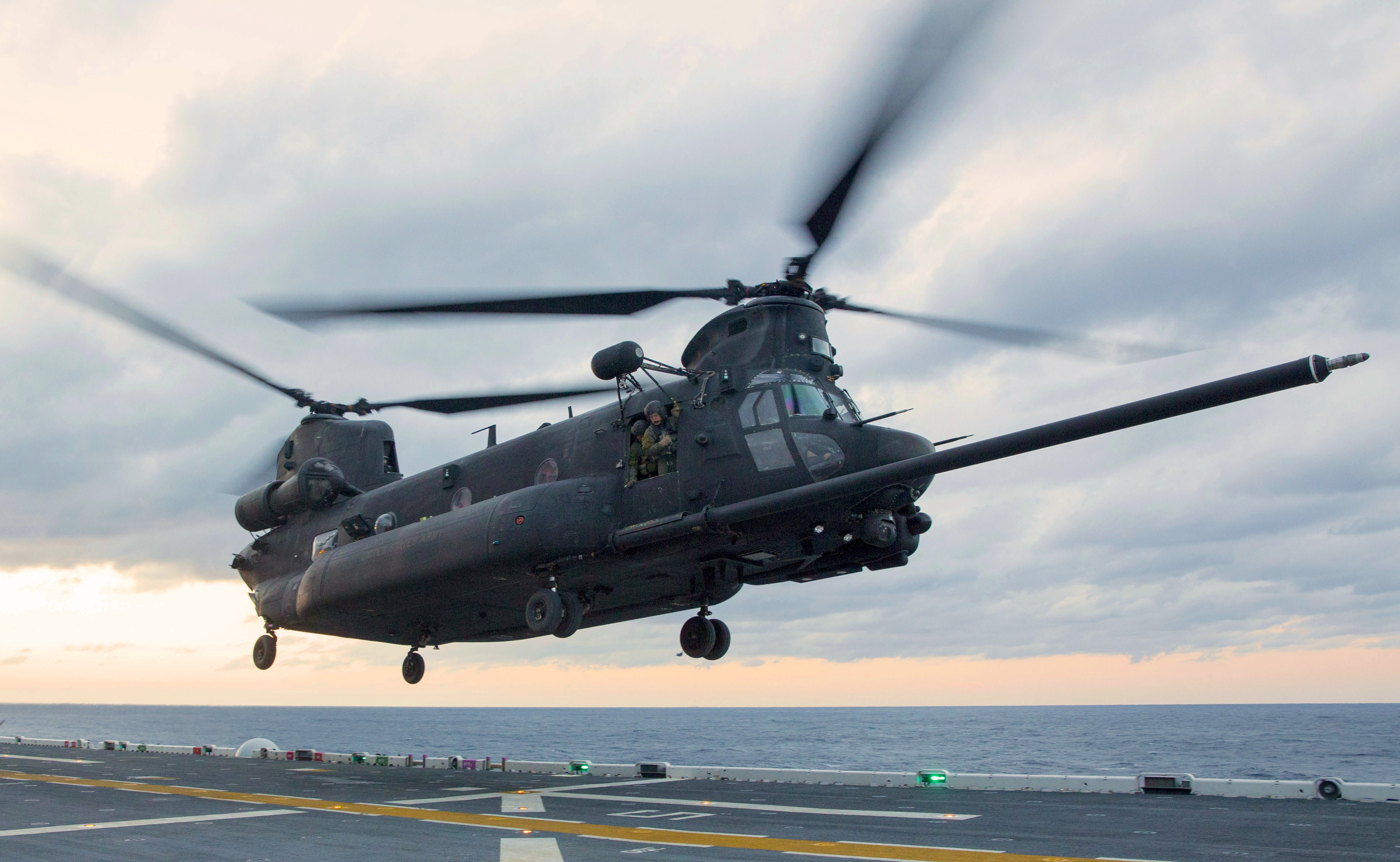
MH-47E landet auf der Kearsarge

Die Variante MH-47 (Präfix M für Multi-Mission) wird für Operationen der US-amerikanischen Special Forces verwendet und kann im Flug betankt werden. Weiterhin verfügt sie über Hochgeschwindigkeits-Seilwinden und andere Verbesserungen. Anfangs wurden elf MH-47D für Spezialeinsätze gebaut, späterer Stand der Technik war die MH-47E, deren Erstflug am 1. Juni 1990 stattfand und von der 25 plus ein Prototyp gebaut wurden.

### MH-47G

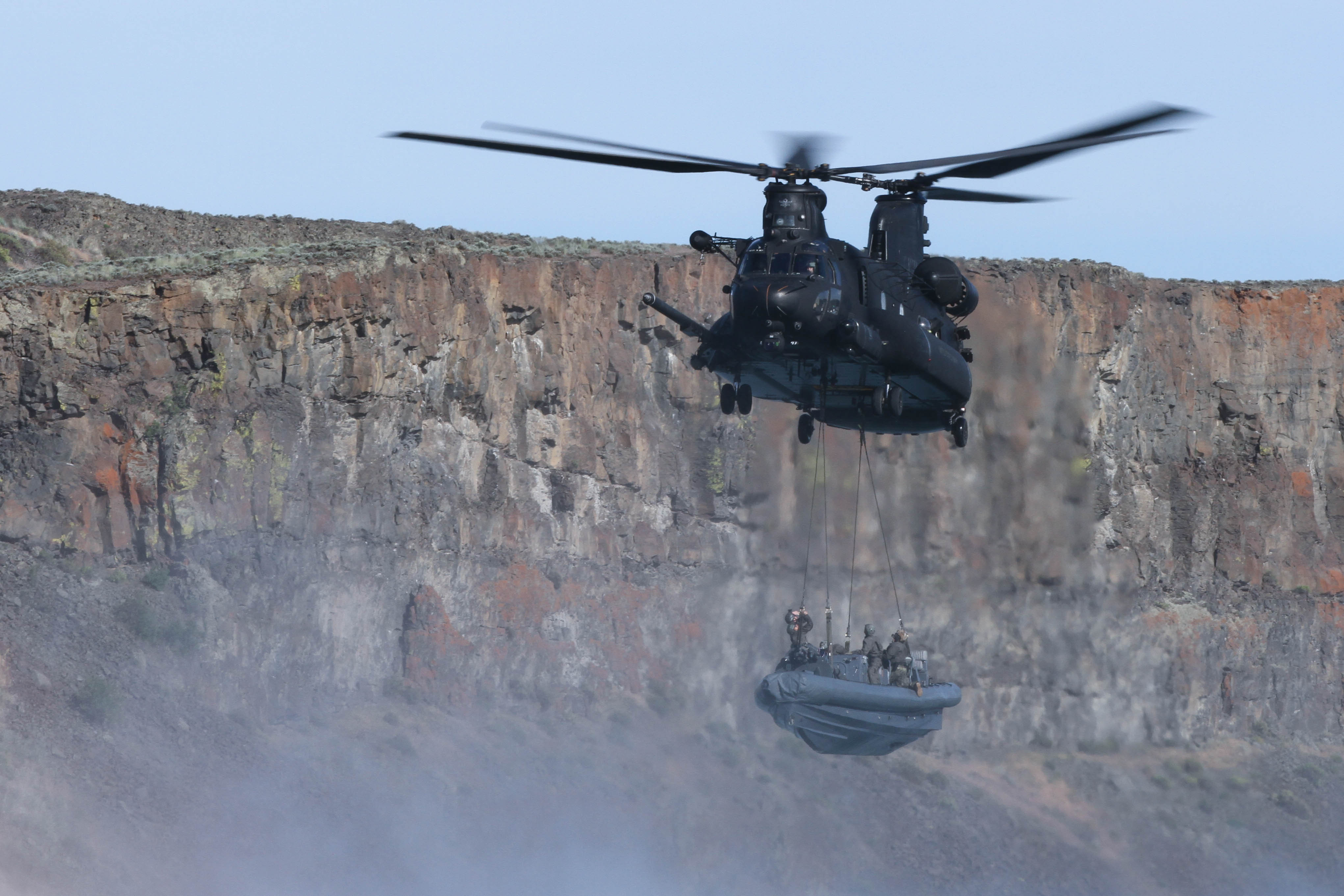
MH-47G beim Transport eines Bootes

Das Modell MH-47G ist die letzte Version des Multi-Missionshubschraubers auf Basis der CH-47F. Im Konfigurationsstatus Block I absolvierte die Baureihe ihren Erstflug am 15. März 2004 und hatte am 6. Mai 2004 ihren Rollout; 70 Block I Exemplare insgesamt, davon 62 Umrüstungen (35 umgebaute CH-47D, neun MH-47D und 18 MH-47E) sowie acht Neubauten.
Es gibt Überlegungen, die umgerüsteten Exemplare durch Neubauten eines Block II Standards zu ersetzen, zunächst wurden 2018 vier Block II bestellt; Bisher (Stand 2025) sind 51 Block II bestellt.

### Modell 347
Bei dem Modell 347 handelte es sich um eine stark modifizierte CH-47A, die man als „Chinook mit Flügeln“ bezeichnen könnte. Sie besaß um 90° in die Senkrechte schwenkbare Flügel (schwenkbar um die Querachse des Hubschraubers: So dass hochgeschwenkt die Unterseite der Tragflächen nach vorne und die Oberseite der Tragfläche nach hinten zeigt) mit einer Fläche von 31,58 m² und Lycoming-T55-L-11-Triebwerken. Außerdem war der Rumpf um 2,79 m verlängert und der hintere Rumpfpylon um 76 cm erhöht. Das Fahrwerk war einziehbar. Es konnten 44 Soldaten statt 33 bei einem maximalen Abfluggewicht von 24.040 kg und einer Geschwindigkeit von 315 km/h (196 mph) transportiert werden. Es wurde nur ein Exemplar gebaut, dessen Erstflug am 27. Mai 1970 in Eddystone (Pennsylvania) stattfand.

## Einsatz

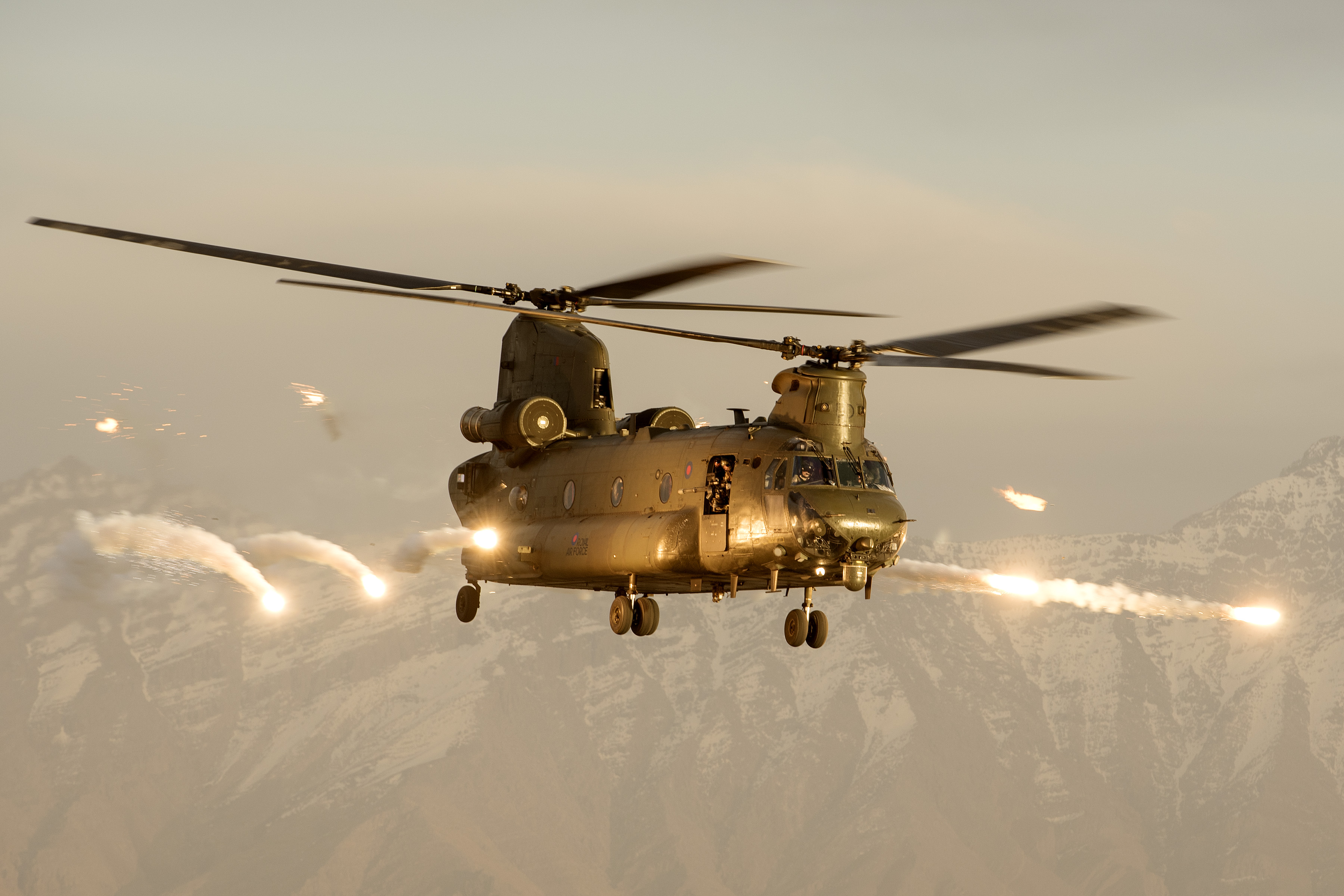
Eine CH-47 der Royal Air Force feuert Flares über Afghanistan ab

Die CH-47 war lange Zeit der wichtigste Transporthubschrauber der US-Armee und wurde auf allen Kriegsschauplätzen mit US-Beteiligung eingesetzt, so im Vietnamkrieg. Dort wurden von den fast 750 eingesetzten Chinooks rund 200 im kriegerischen Zusammenhang verloren. Weiterhin kamen Chinooks in Nahost, im zweiten Golfkrieg in Kuwait, im Afghanistan-Einsatz ab 2001 und im Irakkrieg ab 2003 zum Einsatz. Seit dem Ende der 1970er-Jahre wurde der mittelschwere Sikorsky UH-60 Black Hawk in den US-Streitkräften ergänzt.
Auch bei der Royal Air Force war die CH-47 seit der Einführung bei der RAF in den 1980er Jahren bei allen Kriegsschauplätzen mit UK-Beteiligung dabei. So wurde die CH-47 im Falklandkrieg, im Nordirlandkonflikt, in Bosnien und Herzegowina, im Kosovokrieg, im Irak, in Afghanistan oder Sierra Leone eingesetzt.
Während des Falklandkrieges wurden drei der vier von der RAF eingesetzten CH-47 an Bord des Handelsschiffes Atlantic Conveyor durch den argentinischen Raketen-Angriff am 25. Mai 1982 zerstört.
Infolge mehrerer Verluste durch MANPADS wurden eine kleine Zahl CH-47 mit dem Advanced-Threat-Infrared-Counter-Measures-System (ATIRCM) ausgerüstet. Im Frühjahr 2010 demonstrierte es als erstes System die erfolgreiche Abwehr von infrarotgelenkten Flugabwehrraketen mittels Lasertechnologie in einem realen Gefecht. Hierbei handelte es sich um einen geplanten Hinterhalt, bei dem gleich mehrere Lenkwaffen in kurzer Folge auf den Hubschrauber abgefeuert wurden.

## Zwischenfälle
- Am 18. August 1971 stürzte eine Chinook der United States Army ca. 500 Meter östlich der A9 bei Pegnitz[26] ab. Sie befand sich auf einem Flug von Würzburg zum Truppenübungsplatz Grafenwöhr. Hierbei kamen alle 37 US-Soldaten ums Leben. Dies war der zweitschwerste Unfall einer CH-47 Chinook, gemessen an der Anzahl der Todesopfer (siehe auch Absturz eines Hubschraubers CH-47 bei Pegnitz).

- Am 11. September 1982 ereignete sich ein schwerer Unfall einer CH-47C in Mannheim,[27] als anlässlich der Internationalen Mannheimer Luftschiffertage eine Maschine der US Army mit 46 Menschen an Bord zu einer Fallschirmsprungvorführung gestartet war. Wegen einer Verstopfung von Öldüsen kam es zur Lagerschädigung der Synchronisationswelle; diese lief daraufhin exzentrisch und schlug gegen die Rumpfinnenwände. Die Folge war eine zunehmende Desynchronisation der beiden Rotoren mit anschließender Kollision der Rotorblätter und dem Abtrennen des hinteren Rotors samt anderer Leistungsübertragungskomponenten vom Rumpf. Der Hubschrauber stürzte auf die Autobahn A 656 und ging sofort in Flammen auf. Alle 46 Insassen kamen ums Leben. Dies war der schwerste Unfall einer CH-47 Chinook, gemessen an der Anzahl der Todesopfer. Autofahrer kamen nicht zu Schaden, da sie noch rechtzeitig bremsen konnten (siehe auch Hubschrauberabsturz in Mannheim 1982).

- Am 6. November 1986 stürzte eine Chinook des Typs 234LR[28] auf dem Rückflug von einer Ölplattform nach Sumburgh (Shetlandinseln) in die Nordsee. Im Rahmen einer Modernisierung war ein nicht ausreichend getestetes Getriebe eingebaut worden. Durch das Versagen des Getriebes liefen die Rotoren asynchron und kollidierten miteinander. Bei dem Absturz starben 43 der 44 Passagiere und 2 der 3 Besatzungsmitglieder; 2 Personen konnten schwer verletzt gerettet werden.

- Am 2. Juni 1994 flog eine Chinook des Typs HC.2 der britischen Royal Air Force (RAF) (ZD576) gegen eine Bergkuppe am Mull of Kintyre (Schottland).[29] Bei diesem CFIT (Controlled flight into terrain) wurden alle 29 Insassen getötet, vier Besatzungsmitglieder und 25 Passagiere.[30] Im ersten Bericht der RAF wurde die alleinige Absturzursache den Piloten zugeschrieben. Im Rahmen weiterer Untersuchungen zeigte die Umrüstung der digitalen Triebwerksregelung FADEC – insbesondere die Software – erhebliche Mängel. Eine durch das Unterhaus[31] in Auftrag gegebene Untersuchung, die nach zahlreichen Problemstellen bereits nach 18 % des Codereviews abgebrochen wurde, zog eine komplette Revision des Codes nach sich.[32] Als mögliche Ursache für den Absturz kann ein Fehler der Steuerungskontrolle oder der Triebwerksregelung nicht ausgeschlossen werden, allerdings auch kein Versagen der beiden Piloten (hohe Geschwindigkeit und geringe Flughöhe bei Nebel). Zum Zeitpunkt des Unfalls waren nur wenige Chinook dieses Typs mit Flugschreibern ausgerüstet.

- Am 2. November 2003 wurde eine US-amerikanische CH-47 „Chinook“ bei Falludscha von zwei irakischen Strela-2 (SA-7 Grail) getroffen. Der Hubschrauber stürzte ab und 15 US-Soldaten starben.

- Im Juni 2005 wurde im Rahmen der Operation Red Wings ein MH-47-Chinook-Hubschrauber der Night Stalkers mit acht SEALs und acht Night Stalkers an Bord von einer Granate aus einer RPG-7 getroffen und stürzte ab.[33] Alle 16 Soldaten an Bord kamen ums Leben.

- Am 11. September 2004 stürzte eine CH-47D der griechischen Heeresflieger auf einem Flug zum Heiligen Berg Athos in den Singitischen Golf. Alle 17 Personen an Bord kamen ums Leben, unter ihnen Petros VII. Die Absturzursache konnte nicht geklärt werden (siehe Hubschrauberabsturz vor Athos).

- Am 31. Mai 2007 wurde in Afghanistan eine CH-47 von einer Rakete der Taliban getroffen und stürzte ab, was sieben Soldaten (fünf US-Amerikaner, ein Brite, ein Kanadier) das Leben kostete.

- Am 18. August 2008 stürzte eine Maschine dieses Typs im Südirak (westlich Basra) ab; dabei kamen sieben US-amerikanische Soldaten ums Leben.

- In der Nacht vom 5. auf den 6. August 2011 wurde eine CH-47 von afghanischen Taliban während eines nächtlichen Gefechts in der Provinz Wardak mit einer Panzerfaust-Granate abgeschossen. Ein afghanischer Dolmetscher, sieben afghanische Soldaten und 30 US-Soldaten einer Spezialeinheit kamen hierbei ums Leben.[34]

## Technische Daten

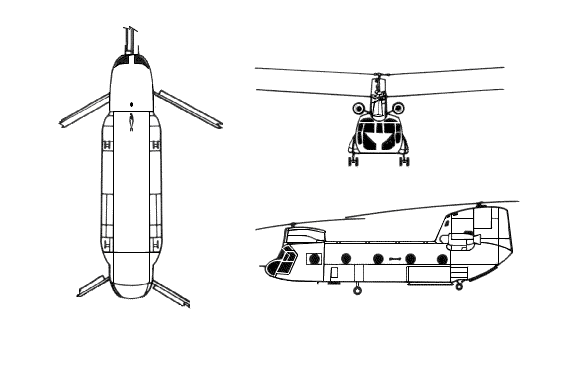
Risszeichnung der CH-47

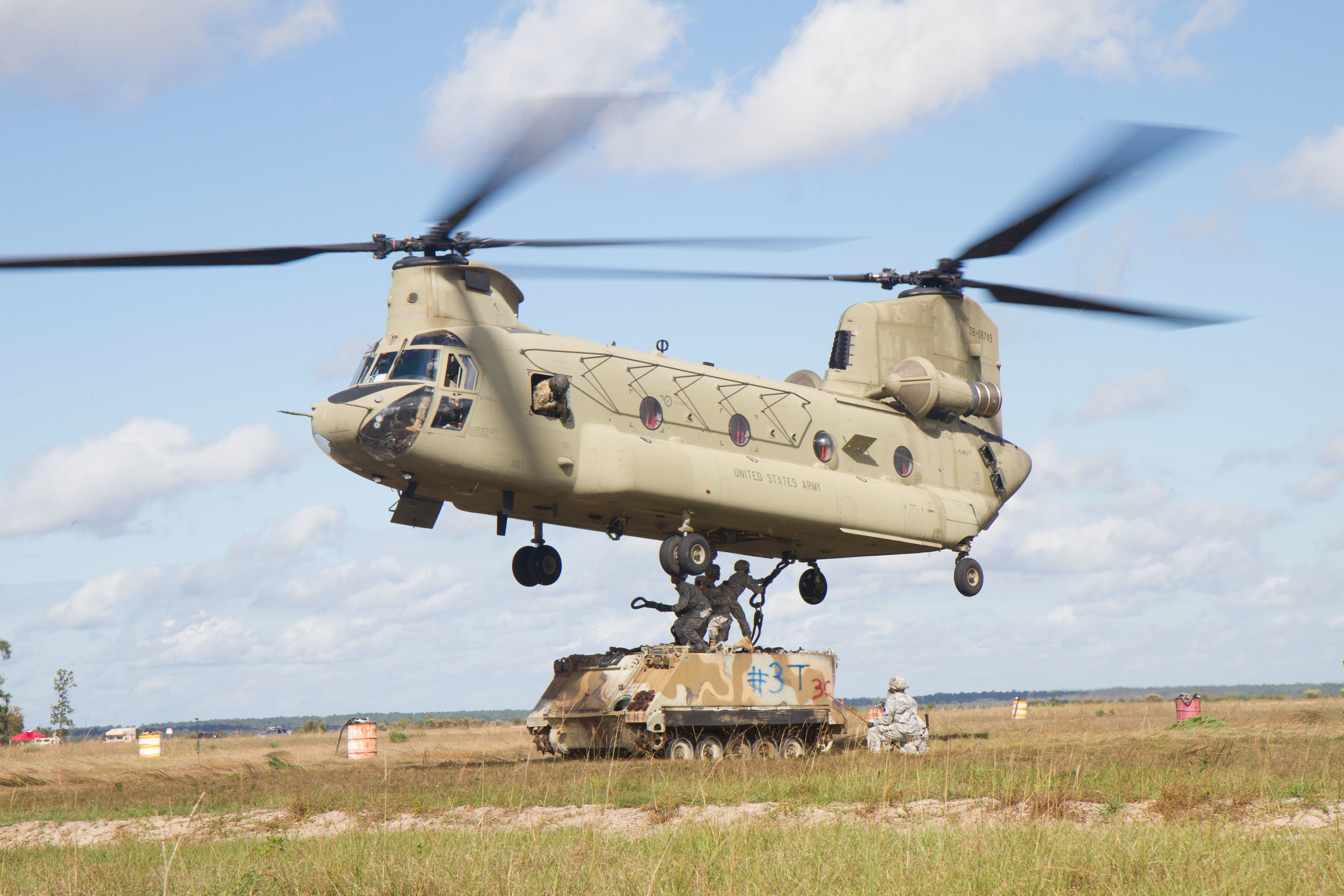
Transport eines M113 mit einem Chinook

| Kenngröße              | Daten der CH-47A Chinook                        | Daten der CH-47D Chinook                | Daten der CH-47F Chinook (Block II in Klammern).     |
| ---------------------- | ----------------------------------------------- | --------------------------------------- | ---------------------------------------------------- |
| Typ                    | Mittelschwerer Transporthubschrauber            | Mittelschwerer Transporthubschrauber    | Mittelschwerer Transporthubschrauber                 |
| Gesamtlänge            | 29,90 m                                         | 30,10 m                                 | 30,10 m                                              |
| Rumpflänge             | 15,54 m                                         | 15,54 m                                 | 15,84 m                                              |
| Rotordurchmesser       | 17,98 m                                         | 18,29 m                                 | 18,29 m                                              |
| Höhe                   | 5,70 m                                          | 5,77 m                                  | 5,77 m                                               |
| Leermasse              | 7.770–8.145 kg                                  | 10.185 kg                               | 11.550 kg                                            |
| max. Startmasse        | 14.970 kg                                       | 22.680 kg                               | 22.688 kg (24.494 kg)                                |
| Höchstgeschwindigkeit  | 298 km/h                                        | 315 km/h                                | 302 km/h                                             |
| Marschgeschwindigkeit  | 265 km/h (max.)                                 | 220 km/h                                | 291 km/h                                             |
| Dienstgipfelhöhe       | 2895 m                                          | 5640 m                                  | 6090 m                                               |
| Schwebehöhe            | mit Bodeneffekt: 2500 m                         | - ohne Bodeneffekt: 1509 m              | - mit Bodeneffekt: 1837 m - ohne Bodeneffekt: 1675 m |
| Steigrate              | 8,1 m/s                                         | 7,7 m/s                                 | 9,38 m/s                                             |
| Einsatzradius          | 185 km                                          | 741 km                                  | ca. 370 km                                           |
| Überführungsreichweite | 1600 km                                         | 2060 km                                 | unbekannt                                            |
| Zuladung               | unbekannt                                       | bis zu 12.700 kg                        | bis zu 10.886 kg (12.565 kg)                         |
| Triebwerk              | zwei Lycoming-T55-L-5- oder -L-7-Wellenturbinen | zwei Lycoming-T55-GA-712-Wellenturbinen | zwei AlliedSignal-T55-714A-Wellenturbinen            |
| max. Leistung          | 2 × 1640 oder 1975 kW                           | 2 × 2796 kW                             | 2 × 3529 kW                                          |

## Bewaffnung
Die Transportvarianten beschränken sich auf defensive Rohrwaffen in herausgenommenen Türen, Fenstern und der offenen Heckrampe.
Intern (auf schwenkbaren Drehkugellafetten montiert)
- 2 × 7,62-mm-Maschinengewehr U.S. Ordnance M60D mit mehreren Gurtkästen zu je 100 Schuss Munition
- 2 × 7,62-mm-Maschinengewehre Fabrique Nationale FN MAG 60.30 GPMG mit mehreren Gurtkästen zu je 100 Schuss Munition
- 1 × 12,7-mm-Maschinengewehr Browning M2HB mit mehreren Gurtkästen zu je 110 Schuss Munition

### Bewaffnung ACH-47A
An den seitlichen Laststationen kann die ACH-47A verschiedene Rohrwaffen oder Behälter mitführen.
Intern (auf schwenkbaren Drehkugellafetten montiert)
- 5 × 7,62-mm-Maschinengewehr U.S. Ordnance M60D mit mehreren Gurtkästen zu je 100 Schuss Munition
- 5 × 12,7-mm-Maschinengewehr Browning M2HB mit insgesamt 3500 Schuss Munition verteilt auf Gurtkästen zu je 110 Schuss Munition

Festinstallierte Bewaffnung im beweglichen Kinndrehturm
- 1 × XM5/M5-Waffensystem (Kinndrehturm mit einem automatischen 40-mm-Granatwerfer M75 mit 600 Schuss Munition)

Extern an zwei Stummelflügeln
- 2 × 20-mm-Maschinenkanonen M24A1 mit je 800 Schuss Munition
- 2 × Raketen-Rohrstartbehälter XM-159B/XM-159C für je 19 × ungelenkte Hydra-Luft-Boden-Raketen; Kaliber 70 mm / 2,75 inch
- 2 × Maschinengewehr-Behälter mit (X)M18A1 bzw. SUU-11/A (sechsläufiges 7,62-mm-Gatling-Maschinengewehr General Electric M134). Im MAU-57-Behälter ist Raum für 1500 Schuss 7,62-mm-Munition, einen Akkumulator für den Rotationsantrieb des Maschinengewehrs sowie eine elektronische Steuereinheit. Sie erlaubt, zwischen 2000 oder 4000 Schuss/Minute Kadenz zu wählen.

## Nutzer

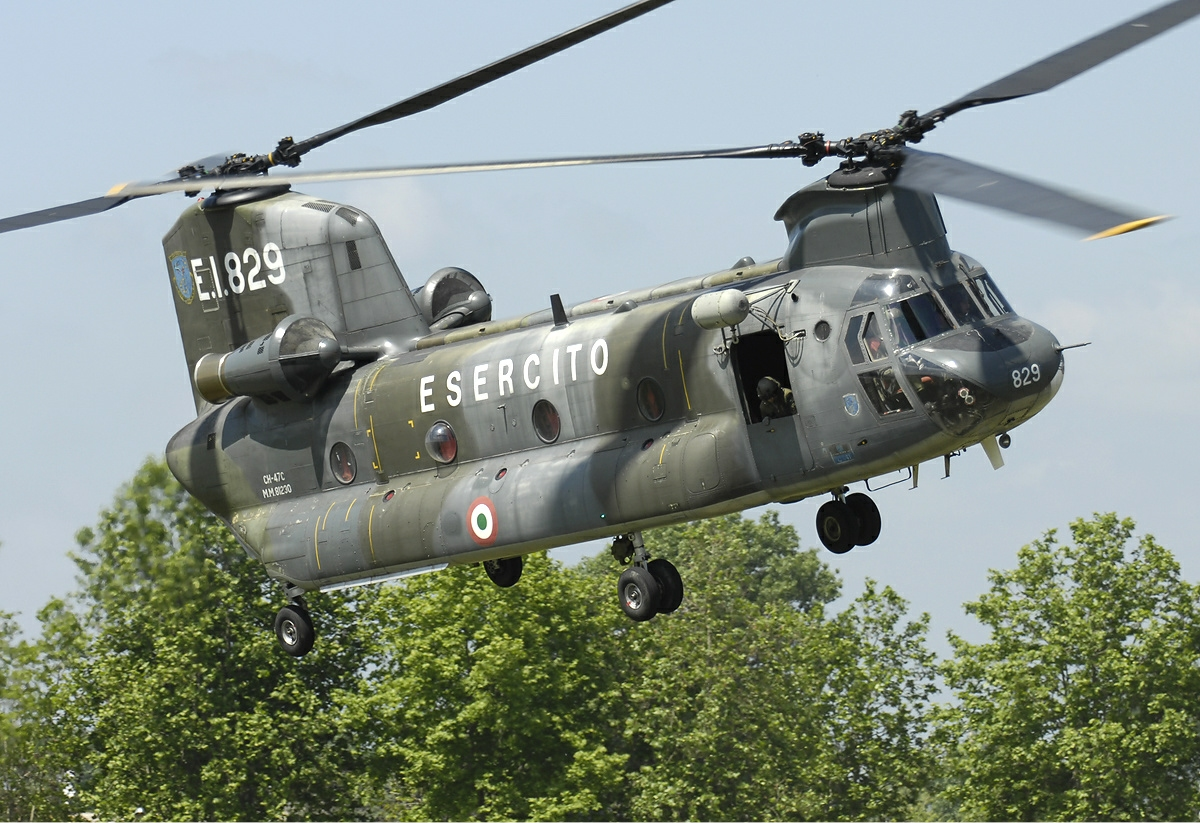
CH-47C der italienischen Armee

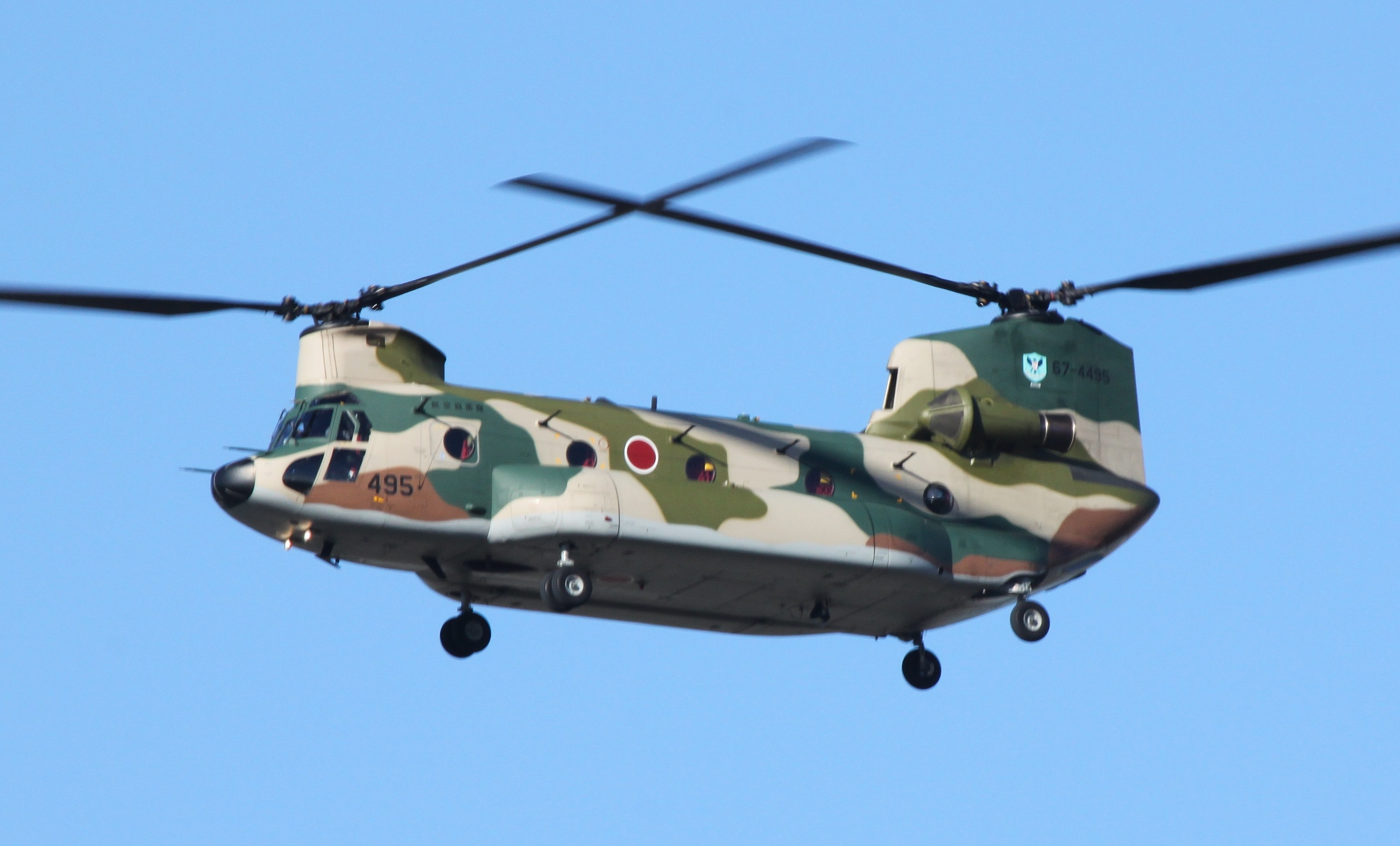
CH-47J der JASDF

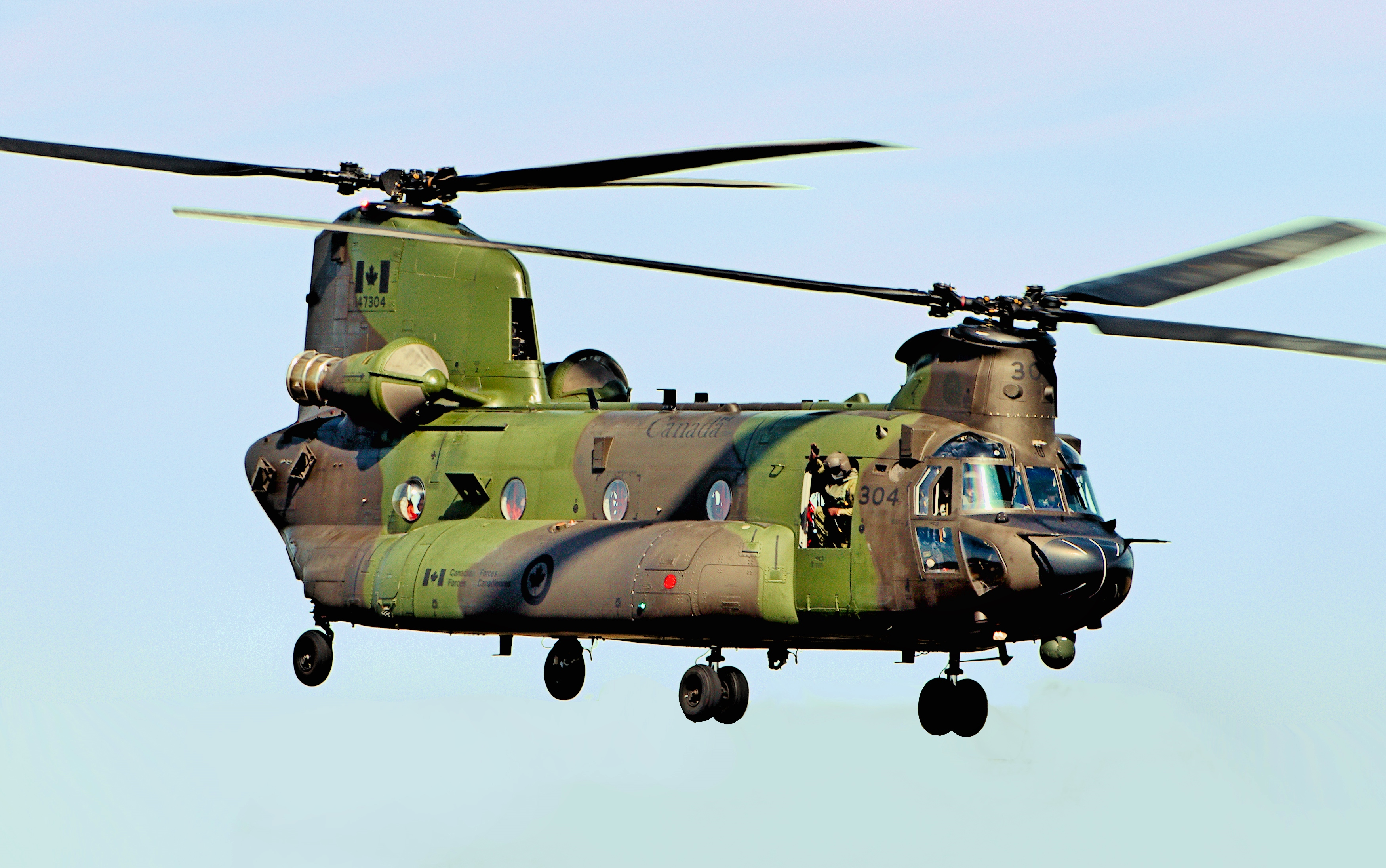
Kanadische CH-147F

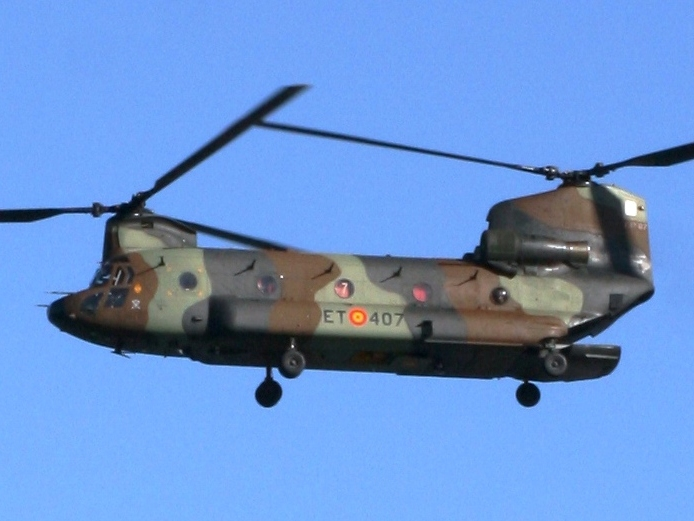
CH-47D der spanischen Armee

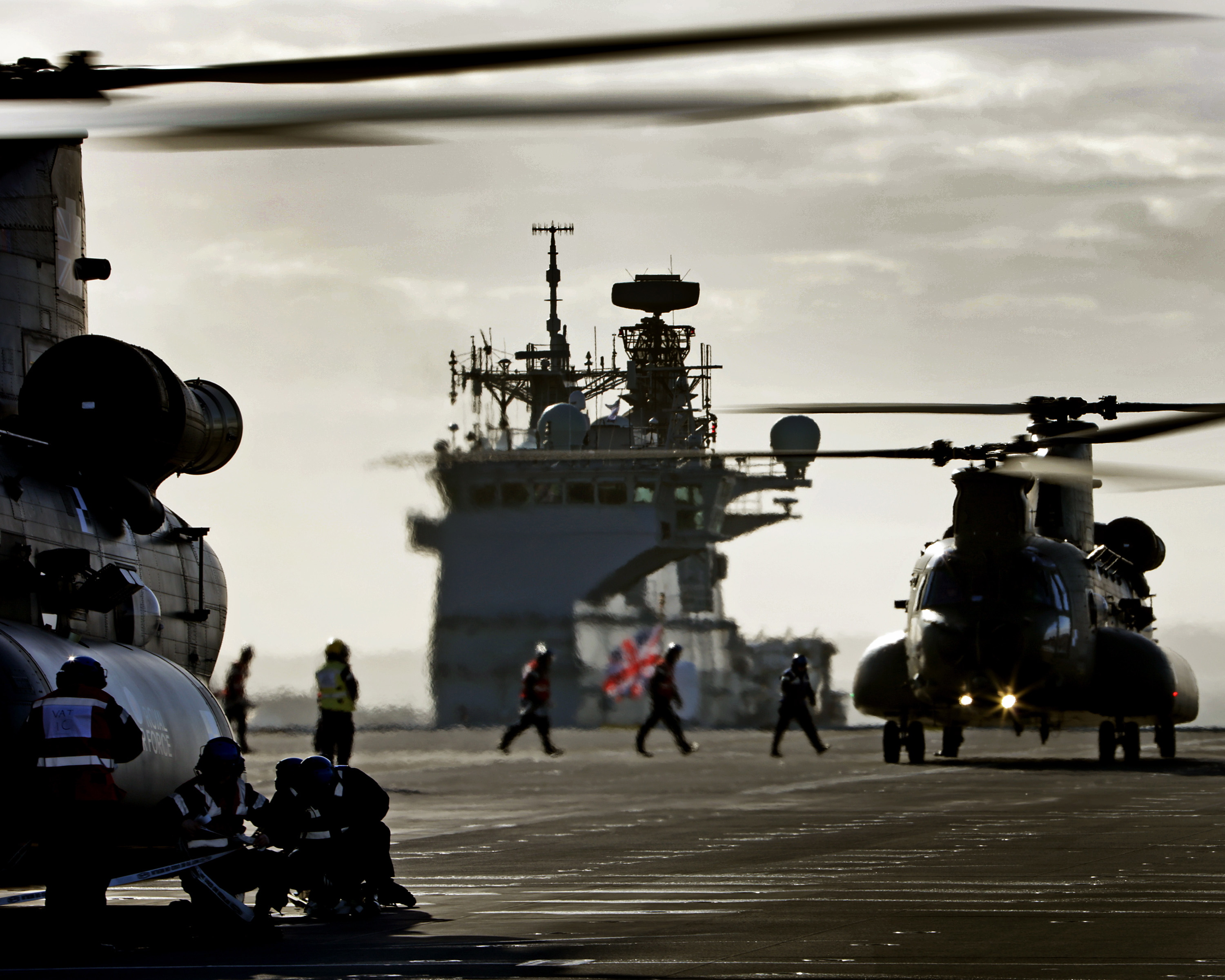
Chinooks der RAF auf der Queen Elizabeth

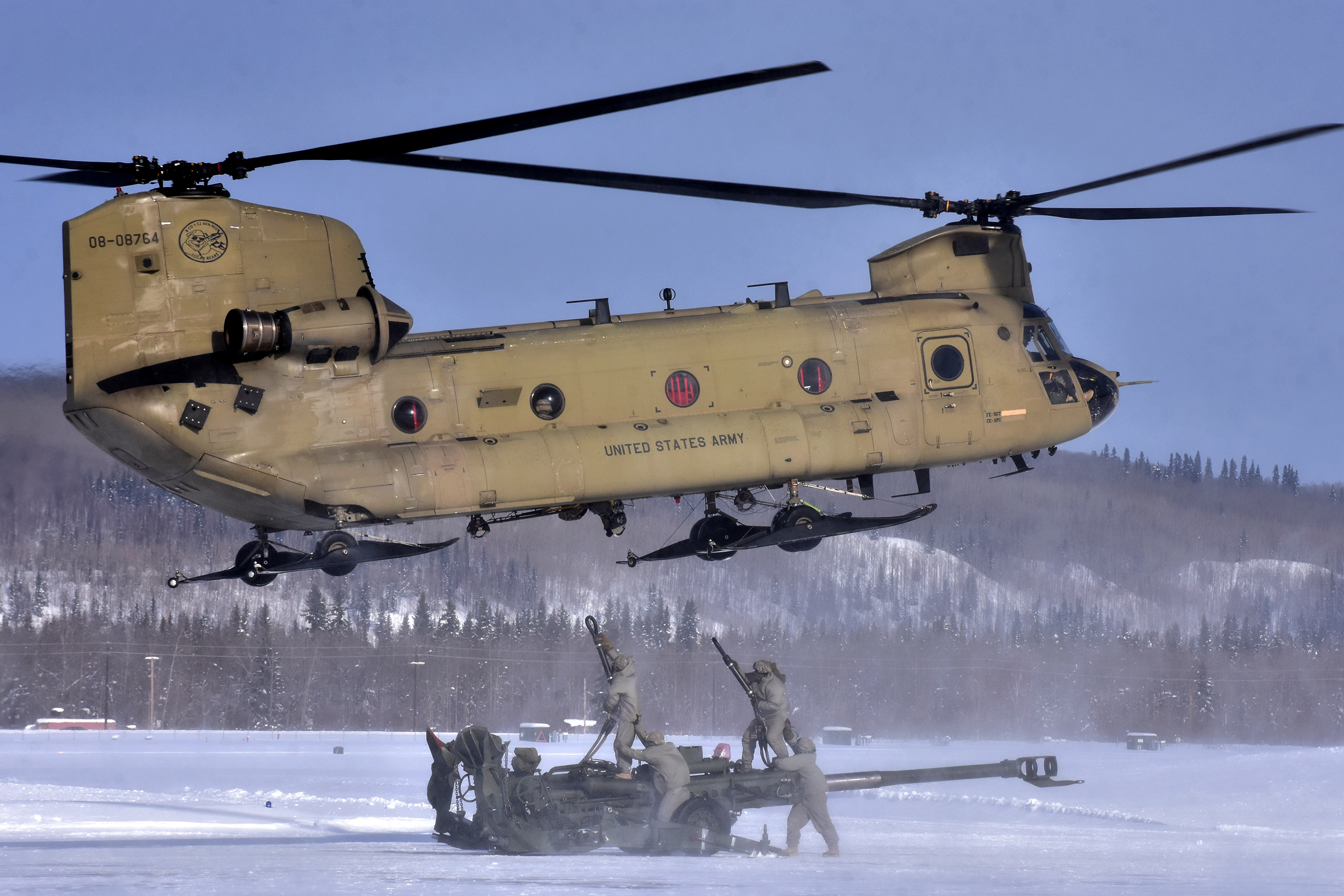
CH-47 der U.S. Army

Die folgende Auflistung militärischer Nutzer enthält im Wesentlichen Staaten, bei denen die CH-47 2012 (und später) im aktiven Truppendienst steht; sie enthält auch nur die ab diesem Jahr geflogenen (bzw. bestellten) Baureihen.
 Ägypten
Armee: 15 CH-47C
 Australien
Royal Australian Air Force: 12 CH-47C (alle außer Dienst)
Australian Army: 22, 8 CH-47D (4 umgerüstete ehemalige RAAF CH-47C, 2 Neubauten und 2 ehemalige US Army CH-47D, 1 Verlust in Afghanistan), 14 CH-47F
 Deutschland
Luftwaffe: 60 CH-47F Block II Standard Range mit Luftbetankungsfähigkeit (Bestellung im Jahr 2023 beschlossen, Lieferung ab 2027)
 Griechenland
Griechisches Heer: 26, 10 CH-47C, 25 CH-47D (9 umgerüstete CH-47C (CH-47DG), 7 neue CH-47D (CH-47SD), 10 CH-47D gebrauchte ex US Army – letztere bestellt 2014)
 Iran
Landstreitkräfte: 67 CH-47C (86 bestellt, aufgrund des Waffenembargos Lieferstopp)
 Indien
Indian Air Force: 15 CH-47F (2019/2020 ausgeliefert, plus sieben Optionen)
 Italien
Esercito Italiano: 56, 40 CH-47C (Lizenzbau, alle außer Dienst), 16 ICH-47F (plus vier Optionen, seit 2014)
 Japan
Luftselbstverteidigungsstreitkräfte: 34, 29 CH-47J, 5 CH-47J Block II
Bodenselbstverteidigungsstreitkräfte: 68, 56 CH-47J/JA, 12 CH-47JA Block II
 Kanada
Royal Canadian Air Force: 30, 8 CH-47C, 7 CH-47D (gebrauchte US Army Exemplare), 15 CH-47F (long-range) (RCAF-Bezeichnung CH-147)
 Libyen
Luftstreitkräfte: 2 CH-47C
 Marokko
Luftstreitkräfte: 12, 9 CH-47C, 3 CH-47D
 Niederlande
Joint Helicopter Command: 33, 13 CH-47D (sieben zuvor kanadische CH-47C und modernisierte sowie sechs neugebaute), 6 CH-47F(NL), 14 CH-47F
 Saudi-Arabien
Royal Saudi Land Forces: 48 CH-47F (Zulauf seit 2022)
 Singapur
Republic of Singapore Air Force: 32, 16 CH-47D/SD, 16 CH-47F (mutmaßlich)
 Spanien
FAMET: 20, 19 CH-47C, davon 17 zunächst umgerüstet in CH-47D und später erneute Umrüstung in CH-47F, 1 weitere neu gebaute CH47F (FAMET-Bezeichnung HT.17)
 Südkorea
Südkoreanisches Heer: 56, 38 CH-47D/DLR (32 plus 6 inkl. 14 im Jahr 2013 bestellter, gebrauchter US Army CH-47D), 18 CH-47F (Bestellung 2023)
Südkoreanische Luftwaffe: 9 HH-47D
 Taiwan
Landstreitkräfte: 9 CH-47SD
 Thailand
Landstreitkräfte: 6 CH-47D
 Türkei
Armee: 11 CH-47F (Lieferung 2016–2019)
Türkisches Heer:6
Sondereinsatzkommando: 4 CH-47F
Verteidigungsministerium: 1 CH-47F mit VIP-Ausstattung
 Vereinigte Arabische Emirate
Luftstreitkräfte: 30, 12 CH-47C, 18 CH-47F (im Zulauf), weitere 6 CH-47F Block II (ER) geplant
 Vereinigtes Königreich
Royal Air Force: 87, 1 CH-47C (ex Ejército Argentino), 41 CH-47C (RAF-Bezeichnung HC.1/1B), 3 neu- und 32 umgebaute CH-47D (HC.2/4), 6 CH-47D (HC.2A/4A), 8 CH-47SD (HC.3/5), 14 CH-47F (HC.6), 38 umgerüstete HC.6A (HC.4 mit Glascockpit), 14 H-47(ER)/MH-47G (bestellt 2021, Zulauf später in den 2020ern)
 Vereinigte Staaten
United States Army: 744 CH-47C/D/F, MH-47D/E/G
Chinooks werden auch in geringer Anzahl zivil genutzt.

### Aktuelle und ehemalige Stationierungsorte in Deutschland
- Luftwaffe
  - Fliegerhorst Holzdorf (Haupteinsatzbasis), geplant ab 2027, CH-47F Block II Chinook
  - Flugplatz Laupheim, geplant nach 2027, CH-47F Block II Chinook
- RAF Germany
  - RAF Gütersloh, Mai 1983 bis März 1993, Chinook HC.1 (18. Squadron)
  - RAF Laarbruch, März 1993 bis August 1997, Chinook HC.1 (18. Squadron)
- United States Army
  - Katterbach Kaserne (Ansbach), seit Juli 2006, CH-47D/F Chinook (bis 2015 B Company / 5. Battalion / 158. Aviation Regiment, ab 2015 H Company / 1. Battalion / 214. Aviation Regiment)
  - Giebelstadt AAF, Juni 1993 bis Juli 2006, CH-47D Chinook (A Company / 5. Battalion / 159. Aviation Regiment)
  - Storck Barracks (Illesheim), seit 2012/2013, zunächst eine Wartungseinheit und seit 2017 wechselnde Verbände im Rahmen der Operation Atlantic Resolve
  - Coleman Barracks (Mannheim), Herbst 1977 bis 2012/2013, CH-47C/D Chinook (295. Aviation, später B Company / 6. Battalion / 158. Aviation Regiment, ab 1994/1995 nur noch eine Wartungseinheit, diese zog 2012/2013 nach Illesheim in die Storck Barracks um.)
  - Finthen AAF (Mainz), 1973 bis November 1988, CH-47C/D Chinook (205. Aviation Company / 8. Battalion)
  - Dolan Barracks (Schwäbisch Hall), Frühjahr 1973 bis Juni 1993, CH-47C/D Chinook (180. Aviation, später A Company / 5. Battalion / 159. Aviation Regiment)

Die Umrüstung der Baureihe C auf das D-Modell erfolgte 1988. 2011 trafen die ersten F-Modelle in Mittelfranken ein.
Im übrigen Europa waren oder sind Chinooks in RAF Odiham und RAF Benson, Soesterberg bzw. Gilze-Rijen, Colmenar Viejo, Viterbo und Megara stationiert.